# ガッツァーダ・スキアンノ
ガッツァーダ・スキアンノ（伊: Gazzada Schianno）は、イタリア共和国ロンバルディア州ヴァレーゼ県にある、人口約4,500人の基礎自治体（コムーネ）。

## 地理

### 位置・広がり

#### 隣接コムーネ
隣接するコムーネは以下の通り。
- ブルネッロ
- ブグッジャーテ
- ロッツァ
- モラッツォーネ
- ヴァレーゼ

### 地震分類
イタリアの地震リスク階級 (it) では、4 に分類される
。

## 姉妹都市
- ゼッカハ、ドイツ